# أذينة عنابية
أذينة عنابية (الاسم العلمي: Phlomis ferruginea) هو نوع نباتي يتبع جنس الأذينة من الفصيلة الشفوية.